# Římskokatolická farnost Mírov
Římskokatolická farnost Mírov je územní společenství římských katolíků v děkanátu Zábřeh s farním kostelem Panny Marie Pomocnice křesťanů.

## Historie farnosti
Poté, co olomoucký biskup Bruno ze Schauenburku založil v roce 1256 hrad Mírov, se okolní řídké osídlení rozrostlo a nabylo na významu. Časem zde vzniklo městečko a sídlo správy severních oblastí olomoucké diecéze. Mimo jiné se zde konaly též církevní soudy a při nich zde bylo zřízeno i malé vězení.
Postupem času vojenský význam hradu upadal, za třicetileté války jej vypálili císařští vojáci při vyhánění švédské posádky. Zároveň s tím bylo vypáleno a vydrancováno i městečko, které upadlo na úroveň průměrné vesnice.

## Duchovní správci
Administrátorem excurrendo byl od roku 1995 do své smrti v roce 2021 P. Mgr. František Lízna SJ. Po jeho smrti je farnost spravována ex currendo ze Zábřehu.

## Bohoslužby
| Kostel                         | Místo | Bohoslužba (den) | Hodina | Poznámka     |
| ------------------------------ | ----- | ---------------- | ------ | ------------ |
| Panny Marie Pomocnice křesťanů | Mírov | neděle           | 8.30   | farní kostel |

## Aktivity farnosti
Každoročně se ve farnosti koná tříkrálová sbírka, v roce 2016 se při ní vybralo ve Mírově 8 959 korun.